# Minas
Minas és una ciutat de l'Uruguai, capital del departament de Lavalleja. Segons el cens de l'any 2011, té una població aproximada de 38.446 habitants. S'ubica sobre la ruta nacional núm. 8, al quilòmetre 120, a la zona est del país. Posseeix un nombre considerable d'atraccions turístiques naturals.

## Població
Minas té una població de 37.925 habitants (cens 2004). El cens més antic registrat data de l'any 1853, quan la ciutat tenia 1.925 habitants.
| 1963   | 1975   | 1985   | 1996   | 2004   |
| ------ | ------ | ------ | ------ | ------ |
| 31.398 | 35.225 | 34.661 | 37.146 | 37.925 |

## Turisme
- Parc Salus.
- El Parc de Vacances d'UTE, la companyia d'electricitat estatal, també molt freqüentat.
- El turó d'Arequita.
- El Parc de San Francisco de las Sierras.
- Villa Serrana.
- Salto del Penitente (Salt del Penitent, en català).

### Santuari de la Mare de Déu del Verdún
A l'alt d'un turó es troba el Santuari Nacional de la Mare de Déu del Verdún (a 4 km del centre de Minas), que és el més visitat de l'Uruguai (després de la gruta de Lourdes, a Montevideo). La celebració anual es fa els dies 19 d'abril, amb una concurrència superior als 60.000 peregrins. Tanmateix, tot l'any, encara especialment els diumenges, molts peregrins pugen a la cimera del turó del Verdún per venerar la Mare de Déu. El dia 19 d'abril coincideix amb el dia de la desembarcada dels Trenta-tres Orientals, comandats per Juan Antonio Lavalleja (nascut en aquesta ciutat), vinculant així la gesta patria amb l'auspici de la Mare de Déu.
El mes d'abril és festiu a Minas, ja que es realitza el festival popular més gran del país (sense tenir en compte les carnestoltes de Montevideo), amb els músics i els artistes més tradicionals i representatius de l'Uruguai.

## Agermanament
La ciutat té un pacte d'agermanament amb:
- Santa Ana de Coro,  Veneçuela